# SNORA- und SURA-D-Raketen
Die SNORA und SURA-D sind 81-mm- und 80-mm-Raketen und wurden von Oerlikon-Bührle in der Schweiz in den späten 1970er Jahren entwickelt sowie in den 1980er Jahren produziert. Die SNORA konnte als Luft-Boden- und Boden-Boden-Rakete verwendet werden, während die SURA-D eine reine Luft-Boden-Rakete ist. Die SNORA wurde als Gemeinschaftsprojekt mit dem italienischen Hersteller SNIA-Viscosa (später SNIA-BPD) entwickelt.

## Geschichte
Die ursprüngliche Version der SURA-Rakete, die Sura 80R, wurde von Hispano-Suiza in den 1960er Jahren entwickelt. 1971 übernahm Oerlikon-Bührle die Militärsparte von Hispano-Suiza. Es wurden verschiedene Versionen hergestellt: SURA-FL SURA-D und SNORA. SURA bezieht sich auf die Methode des Anhängens der Raketen in einer vertikalen Anordnung an einem Flugzeug. Die SNORA-Raketen können entweder von Überschall- oder Unterschallflugzeugen abgefeuert werden. Die SURA-D kann nur von Unterschallflugzeugen eingesetzt werden.
Oerlikon entwickelte auch die RWK 014, einen Boden-Boden-Werfer für die SNORA-Raketen. Die RWK 014 hat zwei Abschussvorrichtungen mit je 15 Raketen und ist auf dem Schützenpanzer Mowag Tornado sowie dem M113 montiert worden. Die RWK 014 kann 10 Projektile pro Sekunde verschiessen und hat eine Nachladezeit von sechs Minuten.
Die SNORA-Rakete war bis 1998 im Dienst, während die SURA-D-Rakete immer noch im Einsatz steht. SNORA-Raketen können aus verschiedenen Abschussbehältern, die je sechs oder zwölf Raketen fassen, gestartet werden. SURA-D-Raketen werden in vertikaler Anordnung als hängendes Paket montiert, wobei nur die oberste Rakete am Waffenträger des Flugzeugs hängt. Mittels eines besonderen Aufhängungssystems kann an jeder SURA-D eine weitere Rakete darunter befestigt werden. In diesem System startet die unterste Rakete zuerst, dann die nächste darüber und so weiter, bis die am Waffenträger des Flugzeuges befestigte Rakete als letzte abgeschossen wird.
Beide Raketen wurden von der Schweiz exportiert und von anderen Nationen übernommen, darunter Spanien, Katar und Botswana. Italien verwendete später den Antrieb der SNORA als Grundlage für die Entwicklung der 81-mm Medusa-Rakete.

## Daten
| SNORA-Raketentyp            | RAK 023 HE FRAG | RAK 024 HE FRAG | RAK 025 HE FRAG | RAK 026/054 HC | RAK 022 TNG |
| --------------------------- | --------------- | --------------- | --------------- | -------------- | ----------- |
| Sprengkopfgewicht           | 4,5 kg          | 7 kg            | 11 kg           | 4,5 kg         | 7 kg        |
| Sprengstoff                 | 1 kg            | 1,7 kg          | 2,8 kg          | 1 kg           | keiner      |
| Gewicht der Antriebseinheit | 8,7 kg          | 8,7 kg          | 8,7 kg          | 8,7 kg         | 8,7 kg      |
| Gesamtgewicht               | 13,2 kg         | 15,7 kg         | 19,7 kg         | 13,2 kg        | 15,7 kg     |
| Geschwindigkeit, m/s        | 820             | 670             | 520             | 820 / 920      | 670         |

| SURA-D-Raketentyp           | RAK 053 HE FRAG | RAK 050 HE FRAG | RAK 052 HE-I | RAK 047 HC | RAK 049 MKR | RAK 051 TNG | RAK 048 TNG |
| --------------------------- | --------------- | --------------- | ------------ | ---------- | ----------- | ----------- | ----------- |
| Sprengkopfgewicht           | 3 kg            | 4,5 kg          | 3 kg         | 3 kg       | 4,5 kg      | 3 kg        | 4,5 kg      |
| Sprengstoff                 | 0,87 kg         | 1,0 kg          | 1,5 kg       | k. A.      | k. A.       | keiner      | keiner      |
| Gewicht der Antriebseinheit | 8,4 kg          | 8,4 kg          | 8,4 kg       | 8,4 kg     | 8,4 kg      | 8,4 kg      | 8,4 kg      |
| Gesamtgewicht               | 11,4 kg         | 12,9 kg         | 11,4 kg      | 11,4 kg    | 12,9 kg     | 11,4 kg     | 12,9 kg     |
| Geschwindigkeit, m/s        | 530 – 595       | 530 – 595       | 530 – 595    | 530 – 595  | 530 – 595   | 530 – 595   | 530 – 595   |